# Abbasidpalatset
Abbasidpalatset är ett palats i Bagdad i Irak. Byggnaden är ett befäst palats som troligen uppfördes av Al-Nasir i slutet av 1100-talet och som främst användes som en kungligt befästning. Det betraktas som ett välbeverat arkitektoniskt minnesmärke i Irak. 